# Cañón T5E1 105 mm
El T5E1 105 mm era un cañón de tanque estadounidense desarrollado en 1945. Fue el armamento principal de varios prototipos de tanques pesados estadounidenses de la Segunda Guerra Mundial, entre estos el tanque pesado T29. 

## Desarrollo

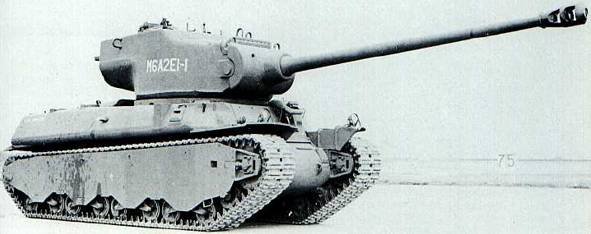
El T5E1 105 mm fue montado a bordo del tanque pesado M6A2E1 para ser probado.

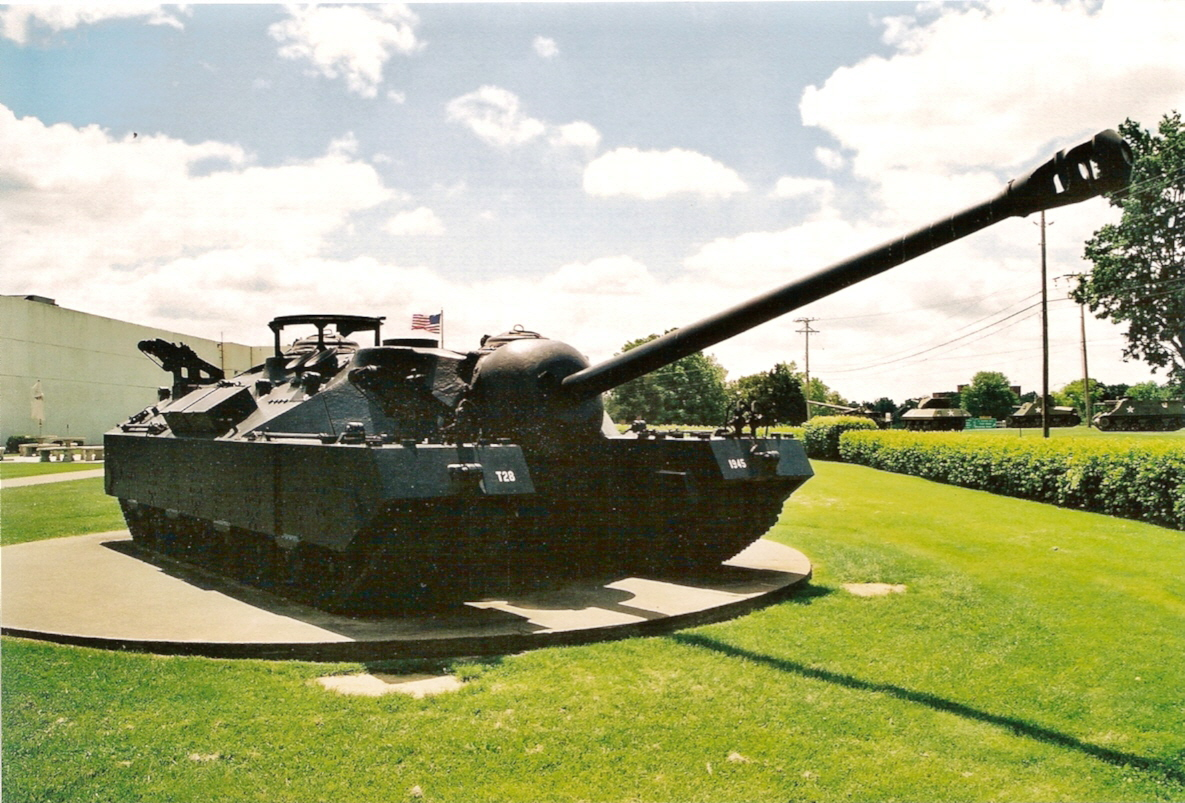
El T5E1 105 mm era el armamento principal del tanque superpesado T28.

El proyecto para desarrollar un cañón de tanque de calibre 105 mm se inició durante la Segunda Guerra Mundial, a fin de competir con el aumento del espesor del blindaje de los tanques alemanes. Después de la invasión de Europa, el Departamento de Armamento creía que serían necesarios tanques con grueso blindaje y armamento principal potente para atravesar áreas fortificadas. Se propuso que a los prototipos del tanque pesado M6 se les incremente el blindaje y que les instalen el nuevo cañón T5E1 105 mm. Estos T1E1 modificados con el cañón T5E1 105 mm montado en torretas agrandadas (tomadas del proyecto T29) fueron designados M6A2E1. El proyecto del M6A2E1 se canceló el 18 de agosto de 1944, cuando Eisenhower rehusó emplearlo en Europa, pero dos M6A2E1 - sin el blindaje incrementado - fueron empleados para probar el armamento principal del futuro tanque pesado T29.
Los primeros modelos suministrados del tanque pesado T29 estaban armados con el T5E1 105 mm. Iba montado dentro de una gran torreta moldeada, que tenía un grueso mantelete. Con la aprobación del OCM 28848, el programa pasó a ser un estudio de desarrollo en la posguerra consistiendo en solo ocho tanques. Las series T29E1 y T29E3 conservaron el T5E1 105 mm durante las pruebas. Los modelos T29 y T29E2 fueron equipados con el cañón T5E2 105 mm. Esto se debió al menor espacio disponible en la torreta después de la instalación de un mecanismo hidráulico de rotación y elevación desarrollado por el MIT, que fue probado en estos modelos.
El T5E1 105 mm también fue instalado a bordo del tanque superpesado T28 (más tarde redesignado como Cañón autopropulsado T95 105 mm). En 1943 se determinó que pronto sería necesario un tanque con grueso blindaje y poderoso armamento principal, que pudiese atravesar líneas fortificadas. Se desarrolló el T28 sin torreta para cumplir estas especificaciones. El T5E1 105 mm fue montado en el casco del tanque, con una rotación limitada a 10° a la izquierda y a la derecha, una elevación de 15° y una depresión de -5°. Se construyeron dos T28 y ambos estaban armados con el mismo cañón. El proyecto del T28 se canceló a fines de 1947, poniendo fin a la instalación del T5E1 105 mm a bordo de aquel tanque.
Con la cancelación de los proyectos del tanque superpesado T28 y el tanque pesado T29 a fines de la década de 1940, se detuvo el desarrollo de los cañones T5E1 105 mm y T5E2 105 mm antes que hubiesen terminado de ser probados. 

## Desempeño
El T5E1 105 mm era cargado con un obús y su respectiva carga propulsora, al igual que el cañón T7 155 mm empleado a bordo del tanque pesado T30. Tenía una velocidad de 914 m/s, comparable a la del T53 120 mm del tanque pesado T34, que también tenía una velocidad de boca de 945 m/s. Tenía una mayor capacidad antiblindaje que el T7 155 mm montado a bordo del tanque pesado T30, cuya velocidad de boca era de apenas 701 m/s.
Podía disparar una amplia variedad de obuses disponibles, incluyendo al antiblindaje trazador T32, el antiblindaje trazador de alta velocidad T29E3 y el de alto poder explosivo T30E1. A una distancia de 914 m, el T32 podía perforar 177 mm de blindaje homogéneo laminado (BHL) en un ángulo de 30°, así como 84 mm de BHL en un ángulo de 60°.

## Variantes
- T5E1 – Modelo montado sobre el afuste T123, con tres cilindros de retroceso encima de la cuna del cañón.
- T5E2 – Modelo modificado para montarse sobre los afustes T123E1 y T123E2, con dos cilindros de retroceso encima de la cuna del cañón y uno debajo.